# Ganesha
Ganesha, egentligen "gana'ernas herre" (av gana-itja), i vilken egenskap han även kallas Ganapati, varav Ganapatja, en mindre sekt, som dyrkar Ganapati eller Ganesha som huvudgud, är i hinduisk, indisk mytologi en klok och listig gud med stor aptit som brukar gestaltas med elefanthuvud.
Ganesha omnämns som den förste som nedskrev Mahabharata. Ganesha kallas även elefantguden.

## Ganesha i den indiska gudavärlden
Ganesha är son till Shiva och Parvati. (Parvati är Shivas fru.)
En dag skulle Parvati ta ett bad och bad sin son stå vakt vid dörren. "Du får inte släppa in någon", sa Parvati till Ganesha. Ganesha kände sitt ansvar och ställde sig allvarlig framför dörren. När Shiva kom hem så ville han träffa sin fru, men Ganesha sa: "det går inte, jag får inte släppa in någon". Då blev Shiva rasande och innan han hann besinna sig hade han huggit av Ganeshas huvud. Sorgen blev stor och Parvati sa till honom: "Du är Shiva, återuppväck honom, eller så kommer vi aldrig att pratas vid något mer idag eller i evighet". Shiva som djupt höll av sin hustru och ångrade sitt dåd, sa att han skulle gå ut och ge Ganesha ett nytt huvud och väcka honom till liv. Sedan rusade han ut och den första varelse han såg var en elefant. Han högg raskt av elefantens huvud och väckte Ganesha till liv med elefanthuvudet. En tid gick men Parvati var fortfarande olycklig. "Ganesha retas av de andra barnen", sa hon, "du måste göra något". "Vad kan jag göra", sa Shiva. "Du är Shiva", sa Parvati, "du kan göra vad som helst". Då kände Shiva för sin son, och bestämde att han skulle bli alltings börjans Gud. Om man vill ha välgång med vad man gör, ska man börja med att be till Ganesha för lycka. Eftersom det innebär att även om man ska be till alla andra gudar, till och med Shiva, så ska man börja med att be till Ganesha. Så blev Ganesha på sätt och vis den viktigaste guden av alla gudar. 
Enligt en annan legend fick han helt enkelt sitt elefanthuvud efter ett missöde då Shiva kom hem efter en vidsträckt resa. Ganesha som under resan vuxit från barn till ung man kändes inte igen av Shiva. Shiva trodde att han var Parvatis älskare och högg av honom huvudet. När Shiva sedan upptäckte sitt misstag skickade han ut sina tjänare för att hämta det första huvud de kunde finna. 
Flera hinduiska legender är vanliga om Ganesha och hans elefanthuvud och enda bete. - Ganesha gäller som visdomens gud och undanröjare av hinder (Vighnetja, "herre över hindren", Vighna-hari, "undanröjare av hinder"). Han anropas vid början av projekt och i början av böcker (Oin Ganeshaja ung. "ära åt Ganesha"). Han är vidare beskyddare av litteratur och författare samt över huvud taget representant för intellektuella sysselsättningar, varför han också är den gud som studenter och elever tillber. Hans bild finns i de flesta hinduiska tempel, liksom i privattempel för familjeandakt; den anropas även som äktenskapsgud. Ganesha sägs ha nedskrivit Mahabharata efter Vyasas diktamen.

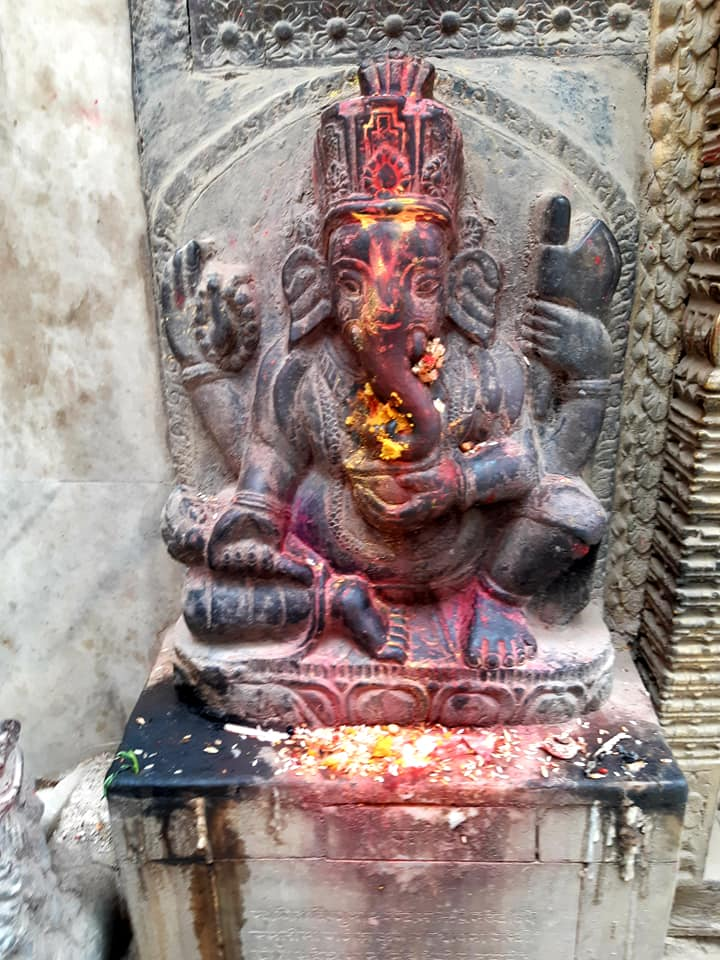
Ganesha på en helgedom i Nepal

Ganesha är mest tillbedd i Mumbai och hans huvudtempel ligger där. Varje år tas hans bildstod ur templet och tas ner till havet i procession för att badas. Hans färg är orange, hans ena bete är avbruten och hans följeslagare är alltid en råtta. Hans humör visas genom att snabeln avbildas liggande till vänster (tagande), höger (givande) eller rakt fram (allvarlig). Han är mycket förtjust i musik och en mycket vänlig Gud: Allt du ber om med rent hjärta, det får du.
Ganeshas födelsedagsfest (augusti - september) är en av de mest populära religiösa festerna i Indien. - Ganesha uppträder inte särdeles tidigt i litteraturen. Enligt Manus lagbok är vissa patologiska förnimmelser (hemska drömmar o.s.v.) tecken på besatthet av Ganesha. Detta tyder på, att Ganesha ursprungligen grundar sig på en demonartad föreställning, sannolikt tillhörande någon mindre stam eller kultkrets. Enligt Brahma Vaivarta är Ganesha en avatara (inkarnation) av Krishna, varförutom där förekommer legenden om, hur Ganesha erhöll sitt elefanthuvud och annat. Ganesha Purana, som kanske inte är äldre än 1000-talet e.Kr., förefaller ha tillkommit inom kretsen av den sekt, för vilken Ganesha gällde som högste gud och varav rester ännu finns här och där i Indien. Så dyrkas han sedan 1600-talet ännu i dag som inkarnerad i en familj med namnet Morabhatta.